# Claterna perinetensis
Claterna perinetensis là một loài bướm đêm trong họ Noctuidae.